# Süddahschur-A-Pyramide
Die Süddahschur-A-Pyramide ist eine altägyptische Pyramide, die von einem Team des Deutschen Archäologischen Instituts unter Rainer Stadelmann in Dahschur-Süd gefunden wurde. Sie liegt etwa 500 m südlich der Amenemhet-III.-Pyramide.
Sie kann durch Keramikbruchstücken mit einiger Wahrscheinlichkeit in die 13. Dynastie (um 1750 v. Chr.) datiert werden. 

## Erforschung
Da die Pyramide bisher nicht ausgegraben wurde, ist weder der Besitzer bekannt, noch kann gesagt werden, ob der Bau jemals vollendet wurde. Ebenso sind die Dimensionen und Proportionen des Bauwerks bislang noch nicht ermittelt.